# Mirza Jelečak
Mirza Jelecák, född 2 mars 1983, är en bosnisk-svensk fotbollstränare och före detta fotbollsspelare. 

## Spelarkarriär
År 2001 fick Jelečak A-lagskontrakt med Örebro SK och då blev det 9 matcher. Hans första mål kom samma år hemma på Eyravallen mot IFK Norrköping sedan Örebro vunnit med 5-3. År 2002 räddade Jelečak kvar sitt lag i allsvenskan. I en match mot IFK Norrköping på bortaplan gjorde han 2-2 i den 89:e minuten med ett mål på frispark.
Jelečak spelade i Landskrona BoIS åren 2007–2009, därefter i Dalkurd FF 2010–2011 och sedan i Väsby United under 2012. Säsongen 2012-2013 spelade han för IK Sirius. Tiden där blev inte som han tänkt sig: han åkte på en knäskada som förkortade hans karriär som aktiv och i oktober 2013 avslutade Jelecák sin spelarkarriär, 30 år gammal.

## Tränarkarriär
Efter att ha avslutat sin spelarkarriär fick Jelečak en tränarroll i IK Sirius U21-lag. I december 2018 blev han klubbens huvudtränare tillsammans med Henrik Rydström, sedan tränarparet Kim Bergstrand och Thomas Lagerlöf lämnat efter säsongen. Efter säsongen 2019 lämnade han klubben.
Den 4 januari 2021 anställdes Jelečak som ny huvudtränare i Akropolis IF, där han ersatte Giannis Christopoulos. I juni 2021 blev han avskedad. I augusti 2021 anställdes Jelečak som förbundskapten i det svenska U18-landslaget.